# Clematis gouriana
Clematis gouriana là một loài thực vật có hoa trong họ Mao lương. Loài này được Roxb. ex DC. mô tả khoa học đầu tiên năm 1817.

## Hình ảnh

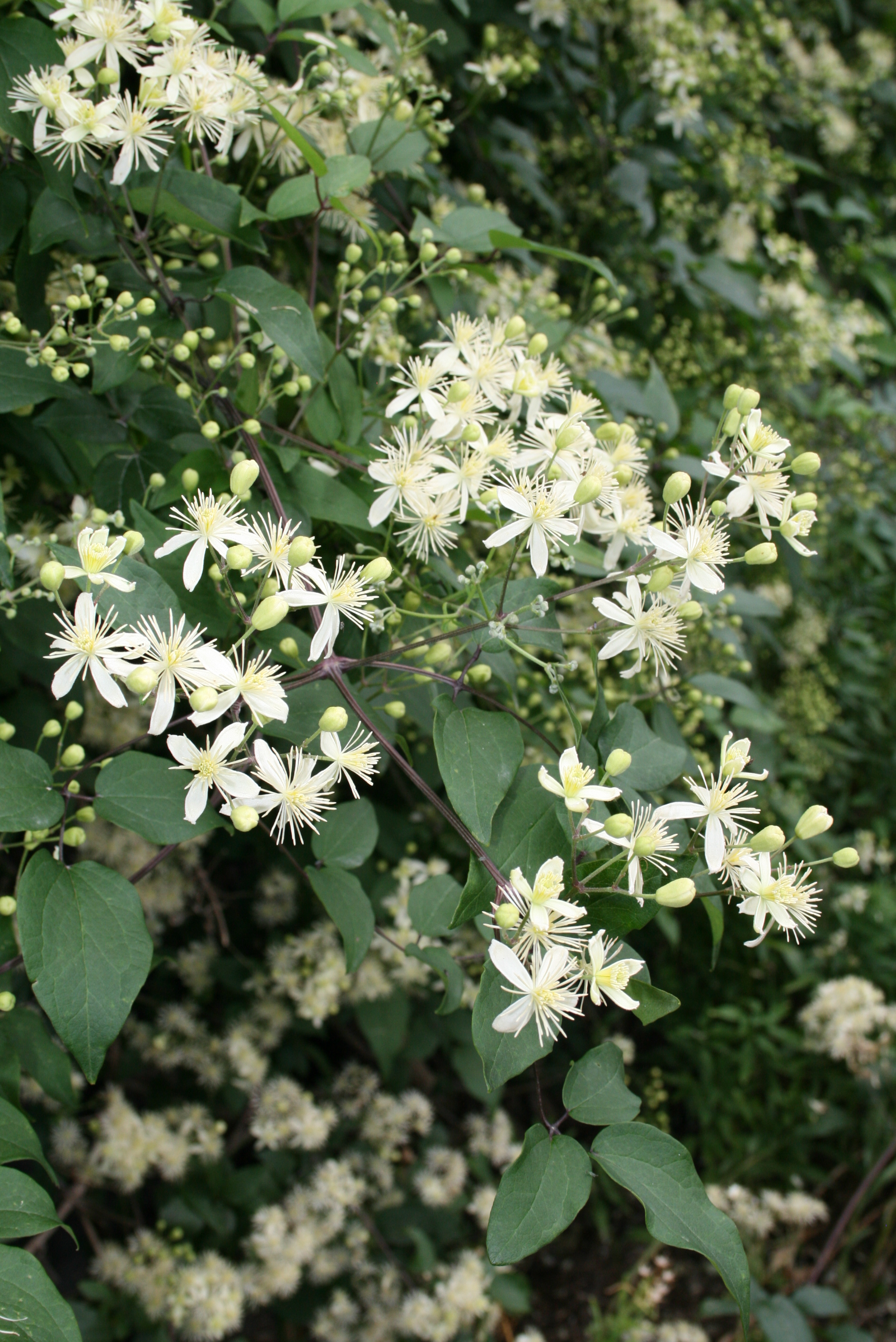
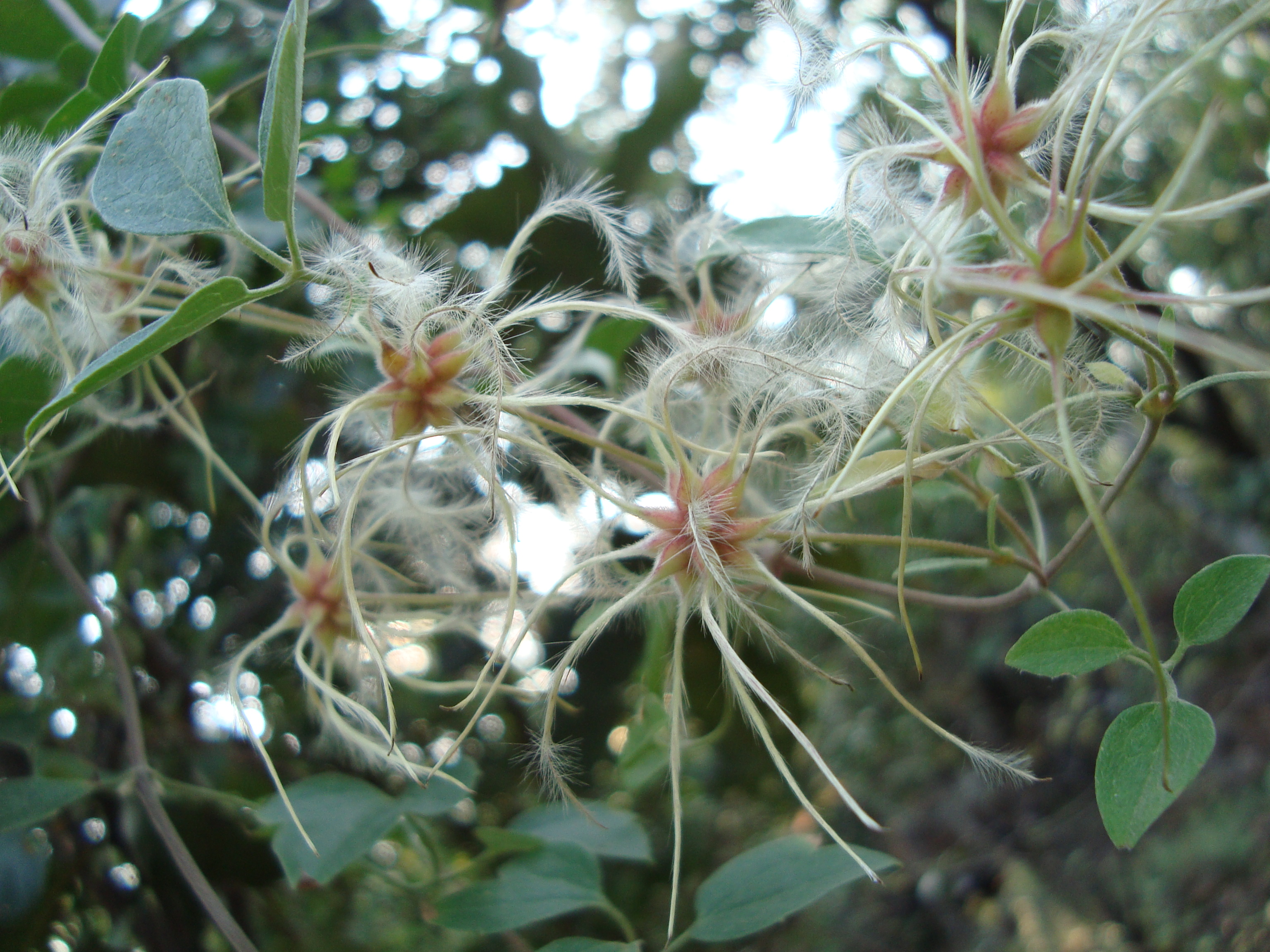
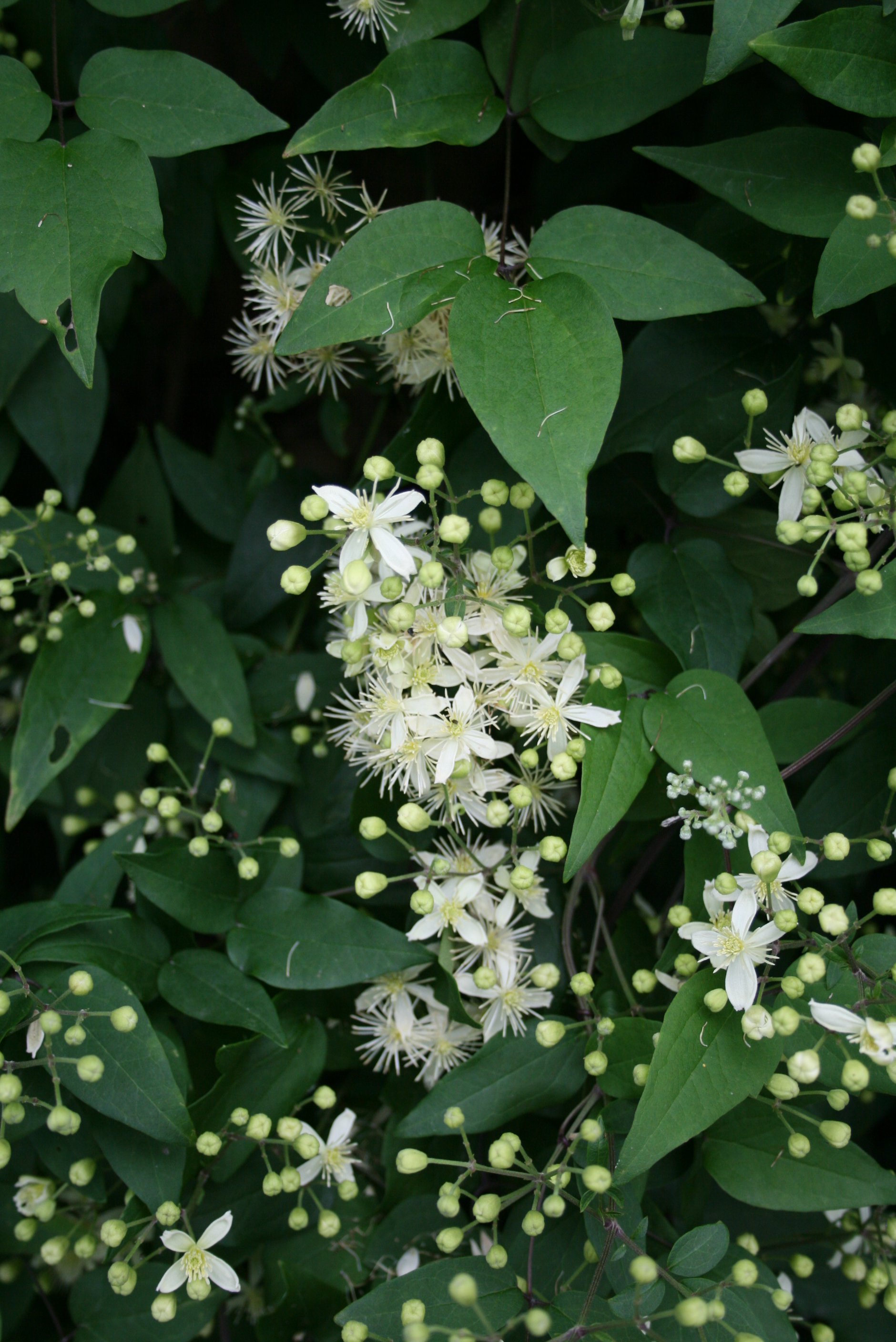